# Aaron Halfaker
Aaron Halfaker (/ˈhæfeɪkər/; sinh ngày 27 tháng 12 năm 1983) là một nhà khoa học máy tính người Mỹ, từng là nhà khoa học nghiên cứu chính tại Wikimedia Foundation cho đến năm 2020.

## Học vấn và sự nghiệp
Halfaker lấy bằng Cử nhân ngành khoa học máy tính của trường College of St. Scholastica vào năm 2006, khởi đầu sự nghiệp với chuyên ngành vật lý trị liệu nhưng chuyển sang khoa học máy tính sau khi tham gia một lớp học lập trình cùng phó giáo sư Diana Johnson. Sau đó ông nhận bằng Tiến sĩ ngành khoa học máy tính từ phòng nghiên cứu GroupLens tại Đại học Minnesota vào năm 2013. Halfaker nổi tiếng với công trình nghiên cứu trên Wikipedia và sự sụt giảm số lượng biên tập viên tích cực của trang này. Ông nói rằng Wikipedia bắt đầu "giai đoạn suy sụp" vào khoảng năm 2007 và tiếp tục giảm dần kể từ đó. Halfaker còn nghiên cứu các tài khoản tự động trên Wikipedia, được gọi là bots, và cách chúng ảnh hưởng đến những người đóng góp mới cho trang web. Khi còn là một sinh viên tốt nghiệp, Halfaker cùng với Stuart Geiger, có công phát triển một loại công cụ sửa đổi Wikipedia mang tên "Snuggle", mục tiêu là loại bỏ hành vi phá hoại và spam, đồng thời nêu bật những đóng góp mang tính xây dựng của các biên tập viên mới. Ông còn tạo nên một bộ engine trí tuệ nhân tạo được gọi là "Objective Revision Evaluation Service" (hay viết tắt là ORES), được sử dụng để xác định hành vi phá hoại trên Wikipedia và phân biệt nó với những sửa đổi có thiện chí.